# Monte Crostis
De Monte Crostis is een berg gelegen in de Karnische Alpen in de autonome Italiaanse regio Friuli-Venezia Giulia. De berg heeft een hoogte van 2251 meter. In 2011 stond de berg op het programma voor de veertiende etappe van de Ronde van Italië. Echter na het ongeval van de wielrenner Wouter Weylandt eerder in de ronde, ontstond er grote discussie over de afdaling van de Monte Crostis. De leiding van de ronde besloot daarop de berg uit het parcours te halen. 